# بيدرو دارتنيل
بيدرو دارتنيل (بالإسبانية:Pedro Pablo Dartnell) (24 ديسمبر 1873-26 سبتمبر 1944) كان ضابطًا عسكريًا تشيليًا ،شعل منصب رئيس الجمهورية لأربعة أيام فقط من 23 يناير 1925 حتى 27 يناير 1925،وشغل منصب المفتش العام للقوات المسلحة من عام 1924 حتى 1925،وعضو مجلس الشيوخ من 1930 حتى 1932.

## وقت مبكر من الحياة
وُلِدَ في مدينة ليناريس عام 1873،وهو ابن روبرت لودر دارتنيل وكارمن إنسينا إيبانيز،درس الهندسة في جامعة تشيلي،وتخصص في الهندسة العسكرية،في عام 1885 تمَّ قبوله كضابطٍ متدربٍ في الأكاديمية العسكرية،حيث درس حتى عام 1891،تمت ترقيته إلى رتبة ملازم ثانٍ في 15 يناير 1891،خلال الحرب الأهلية التشيلية لعام 1891،خَدَمَ مع فيلق المهندسين العسكريين،وانضم إلى صفوف جيش الكونغرس،شارك في معارك كونكون وبلاسيلا،في نفس العام تمت ترقيته إلى رتبة ملازم ثم نقيب،بعد نهاية الحرب،درس الهندسة المدنية في جامعة تشيلي،مع الإصلاح الكبير للجيش التشيلي،تم إرساله للتخصص في أوروبا،سافر إلى بلجيكا وألمانيا وإسبانيا بين عامي 1897 و1899.
في يناير 1900،تمت ترقيته إلى رتبة رائد وقائد للمهندسين العسكريين،وبعد ثلاث سنوات أصبح قائدًا بالفعل،في عام 1905،تم تعيينه في البحرية للمساعدة في تصميم التحصينات العسكرية لميناء تالكاهوانو،في عام 1910،تم إرساله مرة أخرى إلى أوروبا،ولكن هذه المرة أصبح طالبًا في مدرسة الحرب في باريس،حيث درس حتى عام 1912،أثناء إقامته في فرنسا،اهتم بشكلٍ نشطٍ بالخدمة الجوية الفرنسية،وأعد تقريرًا كان الأساس لإنشاء القوات الجوية العسكرية التشيلية في عام 1913.
وبصفته عقيدًا،أصبح المدير العام للقوات الجوية التشيلية،وبعد ذلك تمت ترقيته إلى رتبة لواء،وعلى هذا النحو كان القائد العام للفرق الثانية والثالثة والرابعة،بين عامي 1920 و1924،وفي 28 نوفمبر 1924،تمت ترقيته إلى مفتش عام للجيش.

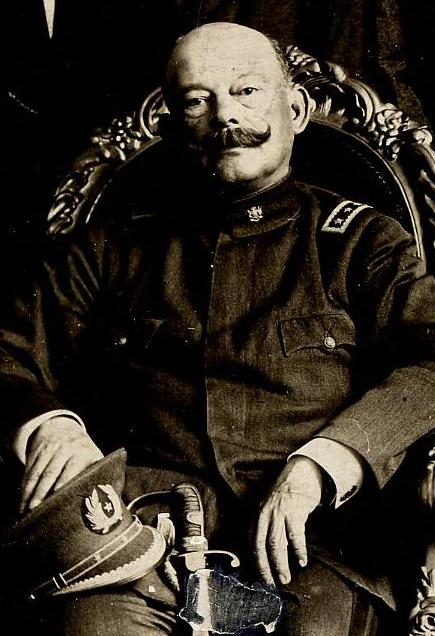
بيدرو دارتنيل أثناء توليه منصب المفتش العام عام 1925

## المسيرة السياسية
في 23 يناير 1925،تم تسليمه السلطة التنفيذية من قبل مجموعة من الضباط الذين أطاحوا بالمجلس العسكري في سبتمبر،لكنه رفض التمسك بالسلطة لمفرده،واختار بدلًا من ذلك أن يصبح مجرد أحد أعضاء المجلس العسكري في يناير،الذين استولوا على الحكومة في 27 يناير 1925،حكم هذا المجلس حتى 20 مارس 1925،عندما استأنف الرئيس أرتور ألساندري مهامه.
تقاعد من الجيش في 15 يونيو 1926،وفي 24 يناير 1926،تزوج من ماريا جوزيفينا روزا ماتي أموناتيغي،وأنجب منها أربعة أطفال،وفي عام 1930،انتُخِبَ عضوًا في مجلس الشيوخ عن منطقة تالكا وليناريس ومولي،لكنه لم يظل في الكونغرس إلا حتى حلته جمهورية تشيلي الاشتراكية في 4 يونيو 1932،خلال حياته،تم تكريمه بالأوسمة التالية:قائد إيزابيل الكاثوليكية والجراند كروز للجدارة العسكرية من إسبانيا؛وسام الضابط الأعظم للتاج الإيطالي؛وسام جوقة الشرف؛وسام الضابط الأعظم من وسام مايكل من فرنسا؛وسام الضابط للتاج البلجيكي.

## وفاته
توفي في سانتياغو في 26 سبتمبر 1944 عن عمر يناهز 70 عامًا.